# ران زادوک

تصویر ران زادوک

ران زادوک (عبری: רן צדוק‎) (به انگلیسی: Ran Zadok) استاد بازنشسته ایرانشناسی و یهودشناسی و تاریخ میانرودان دانشگاه تل آویو و موسسه باستانشناسی است. ران زادوک متخصص هزاره اول میانرودان، سامی غربی و زبان‌های غربی ایران باستان است. او برخی مقالاتش را در ایران: مجله انجمن ایرانشناسی بریتانیا چاپ می کرد.

## تحصیلات
- ۱۹۶۸: لیسانس تاریخ خاورمیانه و تاریخ مردم اسرائیل از دانشگاه تل آویو
- ۱۹۷۱: فوق لیسانس تاریخ مردم اسرائیل از دانشگاه عبری
- ۱۹۷۵: آشوری‌شناسی و ایرانی‌شناسی از دانشگاه عبری اورشلیم، رساله دکترا: نیپور در دوران هخامنشی: جنبه‌های جغرافیایی و قومیتی (استادان مشاور حیم تدمر و شائول شاکد)

## آثار
- مقاله KASSITES در دانشنامه ایرانیکا

- R. Zadok, “The Origin of the Name Shinar,” ZA 74, 1984, pp. 240-44.
- “Peoples from the Iranian Plateau in Babylonia during the Second Millennium B.C. ,” Iran 25, 1987, pp. 1-26.
- “Hurrians as Well as Individuals Bearing Hurrian and Strange Names in Sumerian Sources,” in A. F. Rainey, A. Kempinski, and M. Sigrist, eds. , Kinattūtu ša dārâti. Raphael Kutscher memorial volume, Journal of the Institute of Archaeology of Tel Aviv University, Occasional Publications 1, Tel Aviv, 1993, pp. 219-45.
- “Elamites and Other Peoples from Iran and the Persian Gulf Region in Early Mesopotamian Sources,” Iran 32, 1994, pp. 31-51.
- rev. of M. Salvini, The Habiru Prism of King Tunip-Teššup of Tikunani, Documenta Asiana: Collana di Studi sull’Anatolia e l’Asia Anteriore antica diretta da Mirjo Salvini 3, Rome, 1996, Archiv für Orientforschung 46/47, 1999-2000, pp. 351-58.
- The Ethno-Linguistic Character of Northwestern Iran and Kurdistan in the Neo-Assyrian Period, Tel Aviv, 2002.
- “The Representation of Foreigners in Neo- and Late-Babylonian Legal Documents (Eighth-Second Centuries B.C.E.),” in O. Lipschits and J. Blenkinsopp, eds. , Judah and Judeans in the Neo-Babylonian Period, Winona Lake, 2003, pp. 471-589.